# I tre avventurieri
I tre avventurieri (Les aventuriers) è un film del 1967 diretto da Robert Enrico.